# Žiga Laci
Žiga Laci (* 20. Juli 2002) ist ein slowenischer Fußballspieler auf der Position eines Abwehrspielers, der zumeist als Innenverteidiger eingesetzt wird. Seit Februar 2020 steht der mehrfache slowenische Juniorennationalspieler beim AEK Athen mit Spielbetrieb in der höchsten griechischen Fußballliga unter Vertrag.

## Vereinskarriere

### Karrierebeginn und Debüt in der höchsten Liga
Žiga Laci wurde am 20. Juli 2002 geboren und wurde im Alter von sechs Jahren Ende August 2008 beim ND Mura 05 angemeldet. In den nachfolgenden Jahren durchlief er sämtliche Jugendspielklassen und wurde dabei als Abwehrspieler ausgebildet. Mit sieben Toren aus zehn Ligapartien war er in der Saison 2016/17 auch ein torgefährlicher Spieler der U-15-Mannschaft des Vereins. Noch in derselben Saison gehörte er dem Kader der U-17-Mannschaft mit Spielbetrieb in der 2. Slovenska Kadetska Liga an, brachte es für diese jedoch noch zu keinen Einsätzen. Diese folgten erst in der darauffolgenden Spielzeit 2017/18, in der er mit 23 Ligaeinsätzen, in denen er insgesamt ein Tor erzielte, als einer der Stammspieler galt. Mit sechs gelben Karten und einer roten Karte war er auch einer der am Öftesten verwarnten Spieler im Kader. In dieser Saison absolvierte er auch sein Ligadebüt im U-19-Kader des Klubs, als er in der 25. Meisterschaftsrunde in der 1. Slovenska Mladinska Liga über die volle Spieldauer zum Einsatz kam. Wenige Tage zuvor hatte er im Pokal der U-19-Mannschaften sein Pflichtspieldebüt für die U-19 gegeben, war aber im Laufe des Spiels mit einer roten Karte frühzeitig vom Platz geschickt worden.
Zu Beginn der Saison 2018/19 – zu diesem Zeitpunkt war Laci noch Spieler der U-17- sowie der U-19-Mannschaft – erhielt er als jüngster Spieler der Vereinsgeschichte einen Profivertrag beim Klub aus Murska Sobota. Sein Dreijahresvertrag läuft bis zum 30. Mai 2021. Nachdem er regelmäßig in den beiden bereits genannten Nachwuchsmannschaften des Klubs zum Einsatz gekommen war, saß er am 11. Mai 2019 bei einem 3:0-Auswärtssieg über den NK Krško erstmals in einem Pflichtspiel auf der Ersatzbank der Profimannschaft. In der 85. Spielminute holte ihn sein Trainer Ante Šimundža für den knapp sechs Jahre älteren Aleksandar Boškovič auf das Spielfeld. Mit 16 Jahren, neun Monaten und 21 Tagen war er der mit Abstand jüngste eingesetzte Spieler der Slovenska Nogometna Liga in dieser Saison. In den nächsten vier Meisterschaftspartien bis zum Saisonende saß er jedes Mal auf der Ersatzbank und brachte es in der 33. Runde zu einem zweiten wenige Minuten dauernden Kurzeinsatz in der höchsten slowenischen Fußballliga. Hinzu kamen in dieser Spielzeit auch noch zehn Spiele und ein Tor in der 1. Slovenska Kadetska Liga, sowie zwölf Einsätze und zwei Treffer in der 1. Slovenska Mladinska Liga. Mit den Profis rangierte er in der Endtabelle auf dem vierten Platz und sicherte sich so einen Startplatz in der 1. Qualifikationsrunde zur UEFA Europa League 2019/20, wo das Team im Juli 2019 auf Maccabi Haifa traf und mit einem Gesamtscore von 2:5 bereits frühzeitig scheiterte.
Danach wurde es wieder weitgehend ruhig um den Nachwuchsspieler des ND Mura 05, der wieder hauptsächlich in der vereinseigenen Jugend eingesetzt wurde. Rund ein halbes Jahr nach seinem letzten Profieinsatz absolvierte er am 24. November 2019 seine erste Partie in der Slovenska Nogometna Liga 2019/20. Nachdem er im darauffolgenden Spiel wieder uneingesetzt auf der Ersatzbank Platz nehmen musste, kam er in der 20. Runde am 5. Dezember 2019 zu einem weiteren Ligaeinsatz. Beim 1:1-Heimremis gegen den NK Bravo kam er in der 13. Spielminute für den angeschlagenen Marin Karamarko auf den Rasen und erzielte nur acht Minuten später nach Vorlage von Marko Brkić den Ausgleichstreffer, der gleichzeitig auch den Endstand besiegelte. Bis zur Unterbrechung des Spielbetriebs aufgrund der COVID-19-Pandemie in Slowenien wurde noch kein jüngerer Spieler in der 1. SNL eingesetzt, womit Laci auch in dieser Saison der jüngste Spieler der Liga ist. Bis zu seinem Abgang in der Winterpause hatte es Laci in der Saison 2019/20 auf zwei Einsätze und einen Treffer in der höchsten slowenischen Fußballliga sowie auch acht Spiele und ein Tor in der 1. Slovenska Mladinska Liga gebracht.

### Wechsel nach Griechenland
Am 14. Februar 2020 gab der griechische Erstligist AEK Athen die Verpflichtung des slowenischen Defensivspielers bekannt; bei den Griechen unterschrieb er einen Dreijahresvertrag. Nachdem er davor bereits in einem Ligaspiel ohne Einsatz auf der Ersatzbank gesessen hatte, gab er am 1. März 2020 im letzten Spiel der regulären Spielzeit vor Beginn der Platzierungsrunden, bei einem 1:1-Heimremis gegen Panionios Athen, sein Pflichtspieldebüt für die Griechen, als ihn sein Trainer Massimo Carrera von Beginn an und über die vollen 90 Minuten in der Innenverteidigung einsetzte. Aufgrund der COVID-19-Pandemie in Griechenland, im Zuge derer auch der Spielbetrieb der griechischen Super League 2019/20 unterbrochen wurde, kam Laci in dieser Saison in keinem weiteren Spiel mehr zum Einsatz.
Im August 2022 wurde er an den FC Koper ausgeliehen.

## Nationalmannschaftskarriere
Erste Erfahrungen in einer Nachwuchsnationalmannschaft des slowenischen Fußballverbandes sammelte Laci im Jahre 2019, als er am 21. Februar bei einem 2:1-Sieg der slowenischen U-17-Junioren gegen die Alterskollegen aus Bosnien-Herzegowina debütierte. Im März 2019 bestritt der großgewachsene Nachwuchsspieler die Eliterunde der Qualifikation zur U-17-Europameisterschaft 2019, schied mit den Slowenen allerdings nach zwei Niederlagen und einem Remis als Gruppenletzter aus und verpasste somit eine Teilnahme an der im Mai in Irland ausgetragenen Endrunde. Am 26. Juli 2019 debütierte bei einem 3:1-Sieg gegen die Vereinigten Arabischen Emirate für die U-19-Nationalmannschaft der Slowenen. Nachdem er bereits im April 2019 in zwei Länderspielen der slowenischen U-18-Auswahl zum Einsatz gekommen war, absolvierte er am 6. August 2019 gegen Italien ein weiteres U-18-Länderspiel. In ebendiesem Monat kam er auch in einem weiteren U-19-Länderspiel zum Einsatz, ehe er Anfang September in drei weiteren Freundschaftsspielen für die slowenischen U-19-Junioren auflief. Nachdem er am 8. Oktober 2019 bei einem 3:1-Erfolg über die Alterskollegen aus der Schweiz zum Einsatz gekommen war, absolvierte er mit den Slowenen im November 2019 die erste Runde der Qualifikation zur U-19-Europameisterschaft 2020. Hierbei kam er in allen drei Spielen seines Heimatlandes zum Einsatz, wurde mit den Slowenen Zweiter in der Gruppe 9 und schaffte damit den Einzug in die Eliterunde der Qualifikation.